# 罗布·罗伊
罗布·罗伊（英語：Rob Roy，1671年3月7日—1734年12月28日），全名罗伯特·罗伊·麦克格雷格（Robert Roy MacGregor），出生于苏格兰，是著名的苏格兰高地歹徒。也被誉为苏格兰的罗宾汉。1712年开始打家劫舍，1722年被捕，晚年加入天主教，1734年12月28日去世。在沃尔特·司各特的小说《罗布·罗伊》中有对其生平描述。

## 相關作品
- 《罗布·罗伊（英语：Rob Roy (novel)）》，沃尔特·司各特於1817年出版的小說。
- 《赤膽豪情（英语：Rob Roy (1995 film)）》，1995年美國電影，由飾演主角罗布·罗伊[1]。